# Elizabeth McCombs
Elizabeth Reid McCombs, née Elizabeth Reid Henderson le 19 novembre 1873 à Kaiapoi et morte le 7 juin 1935 à Christchurch, est une femme politique néo-zélandaise. Elle est la première femme à être élue députée en Nouvelle-Zélande, en 1933.

## Biographie
Fille de magasinier, issue d'un milieu modeste, elle est la huitième de neuf enfants. Elle n'est que jeune adolescente quand son père décède, et la famille Henderson souffre de difficultés financières. Elle n'obtient qu'une éducation en école primaire.
Deux de ses sœurs aînées sont des socialistes engagées, dont la pensée contribue à former celle d'Elizabeth. Elle les rejoint en 1899 sur le comité de direction de l'Association libérale progressiste, qui fait campagne pour l'égalité des droits civiques et politiques entre hommes et femmes. À cette date, les Néo-Zélandaises ont le droit de vote ; elles ont été les premières au monde à l'obtenir, en 1893. Mais elles n'ont pas encore le droit de se présenter aux élections législatives (qu'elles obtiennent finalement en 1919). Elizabeth Henderson devient une figure publique d'une association caritative pour les enfants démunis, et de 1909 à 1910 est la trésorière de la branche néo-zélandaise de la Women's Christian Temperance Union (WCTU), association féminine internationale influente qui milite principalement pour le droit de vote des femmes, pour diverses réformes sociales progressistes, et contre l'alcool.
En juin 1903 elle épouse James McCombs, un drapier, qui comme elle est socialiste et membre de l'Association libérale progressiste. Le couple a deux enfants, et en adopte deux autres. En 1913, James McCombs est élu député à la Chambre des représentants. Il est membre du Parti social-démocrate, qui en 1916 participe à la fondation du Parti travailliste. L'année de sa fondation, il devient le premier président du Parti travailliste, et Elizabeth McCombs le rejoint au sein de l'exécutif du parti. En 1923, elle est élue membre du conseil municipal de Christchurch. À travers cette fonction, elle parvient à faire installer une crèche et des toilettes publiques pour femmes en centre-ville, en reconnaissance du fait que « des femmes des banlieues empruntent désormais les transports publics pour venir faire des courses ou se divertir en centre-ville ». Elle contribue à faire baisser nettement le prix de l'électricité à Christchurch, afin notamment de « faciliter la vie des femmes au foyer et ainsi de promouvoir un féminisme domestique qu'elle avait défendu au sein de la WCTU ». En 1926, elle est l'une des premières femmes du pays à être nommée juge de paix - c'est-à-dire membre de la communauté dotée de pouvoirs juridiques limités aux petites affaires civiles ou pénales.
Aux élections législatives de 1928 et de 1931, elle se présente sans succès, sous l'étiquette du Parti travailliste. Son mari décède en août 1933, ce qui provoque une élection partielle dans sa circonscription de Lyttelton le 13 septembre. Elizabeth McCombs est la candidate choisie par le Parti travailliste, et remporte aisément le siège avec 61,7 % des voix, devenant ainsi la première femme députée dans l'histoire du pays,. Siégeant sur les bancs de l'opposition face au gouvernement conservateur du Premier ministre George Forbes, elle est une « oratrice talentueuse et efficace », demandant plus de soutien envers les jeunes et les femmes au chômage, ainsi que l'égalité salariale, et la mise en place d'industries publiques pour créer des emplois dans le cadre de la Grande Dépression. Elle ne conserve pas son siège longtemps. De santé fragile, souffrant notamment d'asthme, il lui est de plus en plus difficile de venir au Parlement et d'y exercer ses fonctions. Elle décède le 7 juin 1935. Une nouvelle élection partielle dans la circonscription de Lyttelton voit son fils Terry McCombs (en) (futur ministre de l'Éducation) lui succéder au Parlement, toujours sous les couleurs du Parti travailliste.